# Supercopa andorrana 2018
La Supercopa andorrana 2018 è stata la sedicesima edizione della supercopa andorrana di calcio.
La partita è stata giocata dall'FC Santa Coloma, vincitore del campionato e della coppa nazionale, e dal Sant Julià, finalista della coppa nazionale.
L'incontro si è giocato il 2 settembre 2018 all'Estadi Comunal d'Andorra la Vella e ha visto prevalere il Sant Julià col punteggio di 2-1.

## Tabellino
| Arbitro: | Carvalho Da Costa |

|           |           |                     |
| Buron 24’ | Marcatori | 11’ Mendez 90+4’ Pi |